# Alik Szaharov
Alik Szaharov (oroszul: Aлик Сахаров; angolosan: Alik Sakharov) (Taskent, Üzbég SZSZK, 1959. május 17.–) Primetime Emmy-díjas orosz származású amerikai operatőr és filmrendező.

## Korai évei
Szaharov 1959-ben született Taskentben, de Moszkvában nőtt fel. 12 éves korában szülei beíratták egy iskolán kívüli fényképésztanfolyamra. Pár évvel később, öccse születésekor édesanyja hozzájárult ahhoz, hogy egy 8 mm-es filmmel működő kamerát vásároljon, amivel az új családtag életét kellett dokumentálja. 1981-ben emigrált az Egyesült Államokba, ahol 1984-ig órásként dolgozott.

## Pályafutása
Órásként szerzett pénzéből egy 16 mm-es Éclair kamerát vásárolt, mellyel első dokumentumfilmjét is készítette. Az 1985-ben készült alkotás (The Russian Touch) a Brighton Beach-i orosz bevándorlókról szólt. Ennek köszönhetően figyelt fel rá egy manhattani tévé, és leadta a dokumentumfilmet. Hamarosan a New York-i produkciós cég operatőrként és világosítóként alkalmazta.
A 1991-ben Dennis Maneri producer megkeresésére elvállalta a Big and Mean című film operatőri teendőit. 1992-ben leforgatta a Pausa című fekete-fehér némafilmet, melynek rendezője, operatőre és forgatókönyvírója is volt. 1997-ben az HBO sikersorozatának, a Maffiózók pilot-epizódjának operatőre volt, majd a sorozat 1999-es adásba kerülése után további 37 epizód felvételeit irányította. A Maffiózóknak köszönhetően országos és nemzetközi ismertségre tett szert, és néhány mozifilm mellett olyan népszerű sorozatokban működött közre, mint a Trónok harca, a Szex és New York vagy a Róma. Utóbbiban végzett operatőri munkájáért Emmy-díjat is kapott. Több sorozat egyes részeiben rendezőként is kipróbálta magát.

## Filmográfia

### Film
| Év   | Magyar cím          | Eredeti cím                 | Feladatkör | Feladatkör | Megjegyzések                                     |
| Év   | Magyar cím          | Eredeti cím                 | Operatőr   | Rendező    | Megjegyzések                                     |
| ---- | ------------------- | --------------------------- | ---------- | ---------- | ------------------------------------------------ |
| 1985 |                     | The Russian Touch           | Igen       | Igen       | dokumentumfilm forgatókönyvíró, producer és vágó |
| 1991 |                     | Big and Mean                | Igen       | Nem        |                                                  |
| 1992 |                     | Pausa                       | Igen       | Igen       | forgatókönyvíró                                  |
| 1993 |                     | Midnight Edition            | Igen       | Nem        |                                                  |
| 1993 |                     | A Walk with Death           | Igen       | Nem        |                                                  |
| 1995 | Jóleső kábultság    | Comfortably Numb            | Igen       | Nem        |                                                  |
| 1997 | Szerelmi csetepaté  | Love! Valour! Compassion!   | Igen       | Nem        |                                                  |
| 1997 |                     | Ayn Rand: A Sense of Life   | Igen       | Nem        | dokumentumfilm                                   |
| 1998 |                     | Animals with the Tollkeeper | Igen       | Nem        |                                                  |
| 1998 | Lulu a hídon        | Lulu on the Bridge          | Igen       | Nem        |                                                  |
| 1998 |                     | The Repair Shop             | Igen       | Nem        |                                                  |
| 2004 |                     | Ideal                       | Igen       | Nem        |                                                  |
| 2008 | Láncra vert igazság | Nothing But the Truth       | Igen       | Nem        |                                                  |
| 2011 | Szalmakutyák        | Straw Dogs                  | Igen       | Nem        |                                                  |

### Televízió
| Év        | Magyar cím                        | Eredeti cím                    | Feladatkör | Feladatkör | Megjegyzések                                      |
| Év        | Magyar cím                        | Eredeti cím                    | Operatőr   | Rendező    | Megjegyzések                                      |
| --------- | --------------------------------- | ------------------------------ | ---------- | ---------- | ------------------------------------------------- |
| 1995      |                                   | New York News                  | Igen       | Nem        | televíziós sorozat                                |
| 1996      |                                   | Jack Reed: Death and Vengeance | Igen       | Nem        | tévéfilm                                          |
| 1999–2007 | Maffiózók                         | The Sopranos                   | 38 epizód  | Nem        | színész (Agron, 1 epizód) akciórendező (2 epizód) |
| 2000      |                                   | Hopewell                       | Igen       | Nem        | tévéfilm                                          |
| 2001      |                                   | The Third Degree               | Igen       | Nem        | tévéfilm                                          |
| 2001–2002 | Szex és New York                  | Sex and the City               | 4 epizód   | Nem        |                                                   |
| 2005–2007 | Róma                              | Rome                           | 9 epizód   | 1 epizód   |                                                   |
| 2007–2008 | Vértestvérek                      | Brotherhood                    | Nem        | 2 epizód   |                                                   |
| 2008      |                                   | Easy Money                     | Nem        | 2 epizód   |                                                   |
| 2008      |                                   | 1%                             | Igen       | Nem        | tévéfilm                                          |
| 2010      |                                   | True Blue                      | Igen       | Nem        | tévéfilm                                          |
| 2010      |                                   | The Wonderful Maladys          | Igen       | Nem        | tévéfilm                                          |
| 2010      |                                   | Rubicon                        | Nem        | 1 epizód   |                                                   |
| 2011–2014 | Trónok harca                      | Game of Thrones                | 4 epizód   | 4 epizód   |                                                   |
| 2012–2013 | Boardwalk Empire – Gengszterkorzó | Boardwalk Empire               | Nem        | 2 epizód   |                                                   |
| 2012–2013 | Dexter                            | Dexter                         | Nem        | 2 epizód   |                                                   |
| 2013–2014 | Lángoló Chicago                   | Chicago Fire                   | Nem        | 2 epizód   |                                                   |
| 2014      | Foglalkozásuk: amerikai           | The Americans                  | Nem        | 1 epizód   |                                                   |
| 2014      | Bűnös Chicago                     | Chicago P.D.                   | Nem        | 2 epizód   |                                                   |
| 2014      | Marco Polo                        | Marco Polo                     | Nem        | 2 epizód   |                                                   |
| 2015      | Kegyetlen tánc                    | Flesh and Bone                 | Nem        | 2 epizód   |                                                   |
| 2015      |                                   | Marco Polo: One Hundred Eyes   | Nem        | Igen       | rövidfilm                                         |
| 2015–2016 | Fekete vitorlák                   | Black Sails                    | Nem        | 5 epizód   |                                                   |
| 2017      | Gypsy                             | Gypsy                          | Nem        | 2 epizód   |                                                   |
| 2017–2018 | Kártyavár                         | House of Cards                 | Nem        | 5 epizód   |                                                   |
| 2018      | Képmás                            | Counterpart                    | Nem        | 3 epizód   |                                                   |
| 2018–2022 | Ozark                             | Ozark                          | Nem        | 8 epizód   |                                                   |
| 2019      | Vaják                             | The Witcher                    | Nem        | 3 epizód   |                                                   |
| 2023      | Invázió                           | Invasion                       | Nem        | 8 epizód   |                                                   |
| 2024      | Sötét anyag                       | Dark Matter                    | Nem        | 2 epizód   |                                                   |

## Díjai és elismerései
Munkásságát díjakkal és jelölésekkel is elismerték:
| Év   | Díj                                      | Kategória                                               | Alkotás címe | Eredmény |
| ---- | ---------------------------------------- | ------------------------------------------------------- | --- | -------- |
| 2005 | ASC-díj                                  | Kiváló operatőri teljesítmény egy sorozatban            | Bérelt parkolóhely (Maffiózók, 5. évad, 12. epizód)                                                                                       | Jelölve  |
| 2007 | Emmy-díj                                 | Kiváló operatőri teljesítmény egy egykamerás sorozatban | Húsvét (Róma, 2. évad, 1. rész) | Elnyerte |
| 2012 | Online Film & Television Association-díj | Legjobb operatőri munka egy sorozatban                  | Trónok harca (Megosztva: Jonathan Freeman, Matthew Jensen, Martin Kenzie, Marco Pontecorvo)                                               | Jelölve  |
| 2012 | Online Film & Television Association-díj | Legjobb rendezői munka egy drámasorozatban              | Boardwalk Empire – Gengszterkorzó (Megosztva: Timothy Van Patten, Allen Coulter, Jeremy Podeswa, Ed Bianchi, Kari Skogland)               | Jelölve  |
| 2013 | Online Film & Television Association-díj | Legjobb rendezői munka egy drámasorozatban              | Trónok harca (Megosztva: Alan Taylor, David Nutter, Daniel Minahan, Neil Marshall, David Petrarca, David Benioff)                         | Elnyerte |
| 2013 | Online Film & Television Association-díj | Legjobb rendezői munka egy drámasorozatban              | Boardwalk Empire – Gengszterkorzó (Megosztva: Timothy Van Patten, Allen Coulter, Jeremy Podeswa, Ed Bianchi, Kari Skogland, Jake Paltrow) | Jelölve  |
| 2014 | Online Film & Television Association-díj | Legjobb rendezői munka egy drámasorozatban              | Boardwalk Empire – Gengszterkorzó (Megosztva: Timothy Van Patten, Allen Coulter, Jeremy Podeswa, Ed Bianchi, Jake Paltrow)                | Jelölve  |
| 2014 | Online Film & Television Association-díj | Legjobb rendezői munka egy drámasorozatban              | Trónok harca (Megosztva: David Nutter, Alex Graves, Daniel Minahan, Michelle MacLaren, Neil Marshall, David Benioff, D.B. Weiss)          | Jelölve  |